# 希氏穗肩䲁
希氏穗肩䲁（學名：Cirripectes heemstraorum），又稱希氏項鬚䲁，為輻鰭魚綱鳚形目䲁科穗肩䲁屬的一種，分布於西印度洋東非海域，深度1至17公尺，本魚體呈長橢圓形且側扁，頸背兩側有大大擴張的黑色頸瓣，眶上5-6觸鬚，鼻6-8觸鬚，全身無鱗片，成年雄魚身體後部有小黑斑，尾柄處匯合成短黑色條紋，雄性尾鰭外半部呈亮黃色；雌魚有亮黃色的尾鰭，背鰭硬棘12枚、背鰭軟條16枚、臀鰭硬棘2枚、臀鰭軟條17枚，體長可達4.9公分，成魚棲息在沿岸拂浪區，通常躲在洞穴，一旦遇危險時以倒游方式躲入小洞穴中，僅露出頭部注視敵人，具領域性，幼魚為浮游性，雌魚產附著性卵，雄魚有護卵行為。